# شخصیت‌های سوپرنچرال

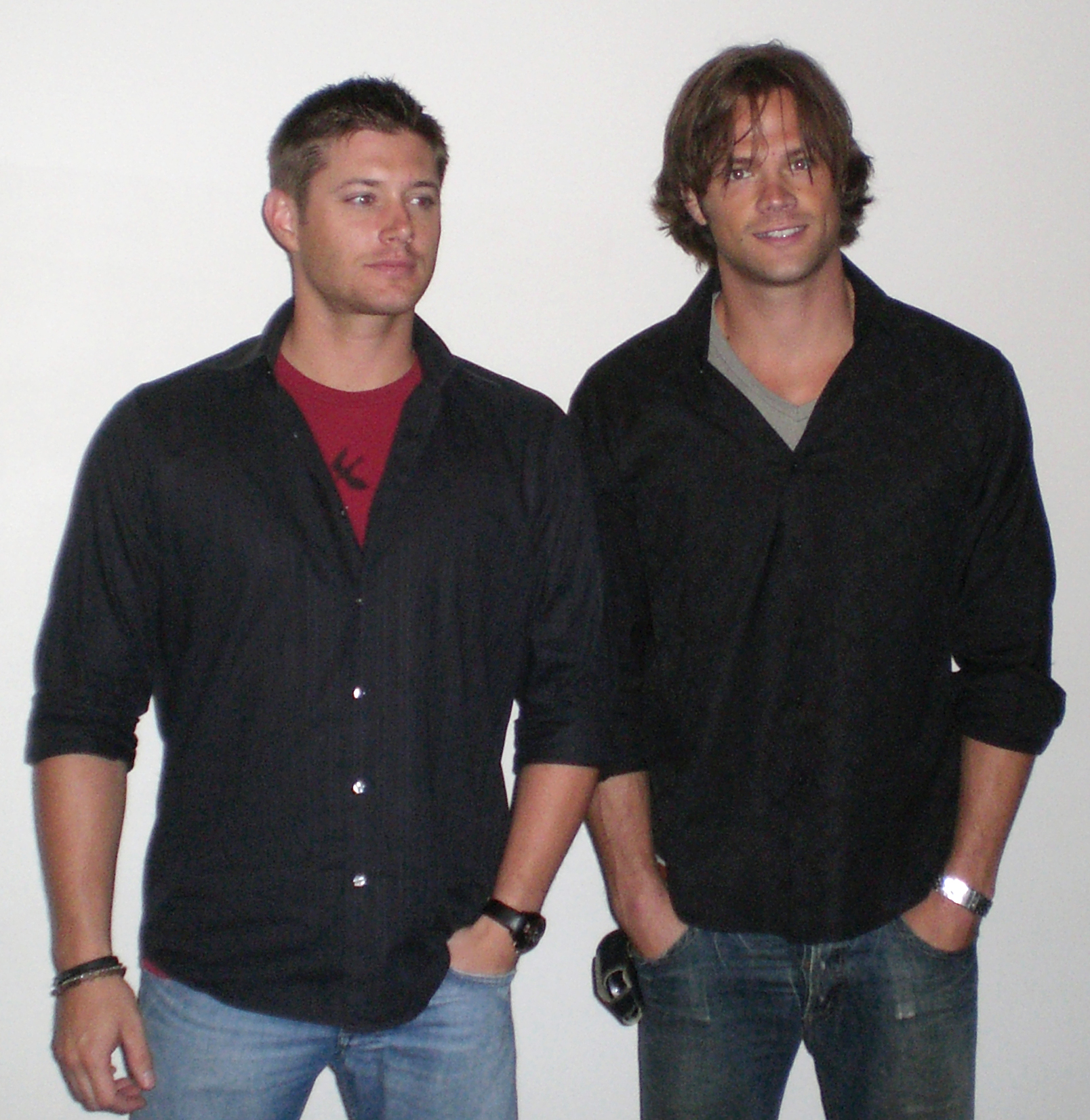
بازیگران سریال سوپرنچرال

سوپرنچرال یک سریال درام/ترسناک آمریکایی است که توسط اریک کریپکی تهیه شده و ابتدا در شبکه WB پخش می‌شد. بعد از فصل اول، شبکه WB و UPN ترکیب شدند و شبکه CW را تشکیل دادند.
Supernatural اولین بار در 13 سپتامبر 2005 از شبکه WB پخش شد و متعاقباً بخشی از گروه جانشین CW شد. این سریال با بازی جرد پادالکی در نقش سم وینچستر و جنسن آکلز در نقش دین وینچستر، این دو برادر را در حالی دنبال می‌کند که شیاطین، ارواح، هیولاها و دیگر موجودات ماوراء طبیعی را شکار می‌کنند. این سریال توسط تلویزیون برادران وارنر و با همکاری Wonderland Sound and Vision تولید شده است. همراه با کریپکی، تهیه‌کنندگان اجرایی مک‌جی، رابرت سینگر، فیل اسگریچیا، سرا گمبل، جرمی کارور، جان شیبان، بن ادلوند و آدام گلس بوده‌اند. کیم منرز، تهیه‌کننده و کارگردان اجرایی سابق، بر اثر سرطان ریه در طول تولید فصل چهارم درگذشت.
این سریال در ونکوور، بریتیش کلمبیا و مناطق اطراف آن فیلمبرداری شده است. تقریباً ده سال در حال توسعه بود، زیرا خالق کریپکی چندین سال را صرف ارائه آن ناموفق کرد. این خلبان توسط حدود 5.69 میلیون بیننده مشاهده شد، و رتبه بندی چهار قسمت اول WB را بر آن داشت تا سریال را برای یک فصل کامل انتخاب کند. کریپکی در ابتدا سریال را برای سه فصل برنامه ریزی کرد اما بعداً آن را به پنج فصل گسترش داد. فصل پنجم خط داستانی اصلی سریال را به پایان رساند، و کریپکی به عنوان مجری برنامه سریال را ترک کرد. این سریال برای 10 فصل دیگر با گردانندگان جدید از جمله سرا گمبل، جرمی کارور، رابرت سینگر و اندرو داب ادامه یافت. با فصل یازدهم، Supernatural به طولانی‌ترین سریال تلویزیونی فانتزی لایو اکشن آمریکایی تبدیل شد. این سریال برای فصل پانزدهم و آخر تمدید شد که شامل 20 قسمت بود، و اولین بار در 10 اکتبر 2019 پخش شد. این سریال در 19 نوامبر 2020 با پخش 327 قسمت به پایان رسید.

## شیاطین
شیاطین روح‌هایی هستند که در ابتدا انسان بوده‌اند اما طی فشار و شکنجه‌ هایی که متحمل شده‌اند، به شیطان تبدیل شده‌اند. توانایی تسخیر انسان را دارند و قادر به انجام امورات فراطبیعی هستند. مکان اصلی زندگی آن‌ها در جهنم است؛ اما می توانند به دنیا هم احضار شوند و پس از جن‌گیری به جهنم باز می گردند. شیاطین برای اولین بار توسط لوسیفر به وجود آمدند و اولین آنها قابیل است. همچنین جهنم دارای شیاطینی است که شوالیه‌های جهنم نامیده می‌شوند و توسط قابیل به وجود آمده و آموزش دیده‌اند و عمدهٔ آنها هم به دست او از بین رفته‌اند.

### کراولی
اولین حضور کراولی در فصل پنجم است؛ هنگامی که دین و سم برای گرفتن کلت به او مراجعه می کنند. کراولی ابتدا یک شیطان سرچهار راه و از دوستان لیلیث بود که برای کشتن لوسیفر با وینچستر ها همدست شد و با میل خود کلت را به آن‌ها داد؛ زیرا معتقد بود شیطان‌ها برای لوسیفر مهم نیستند و بعد از اینکه کارش با آن‌ها تمام شد، آنها را از بین می برد. بعد از کشته شدن لیلیث به دست سم، او قدرتش را افزایش می دهد تا جایی که خود را پادشاه جهنم می نامد.
در طول فصول مختلف سریال، وینچسترها و کراولی به کرات باهم برخورد دارند و معامله‌های متعددی باهم می کنند.
در فصل ششم کراولی و کستیل باهم معامله ای برای باز کردن درهای برزخ انجام می دهند. کراولی برای پیدا کردن آلفاها‌ ساموئل، پدربزرگ وینچستر ها و بعدا خود وینچستر ها را  به خدمت می گیرد تا درعوض روح مری وینچستر و سم را برگرداند. کستیل معامله خود را با کراولی به هم می زند تا همهٔ روح‌های برزخ برای خودش باشند؛ بنابراین کراولی با رافائل همدست می‌شود که او نیز به دست کستیل کشته می‌شود.
درفصل هفتم کراولی به وینچسترها برای فرستادن لوایتان‌ها به برزخ کمک می‌کند چون خود او نیز از آنها می ترسد. دراین فصل مگ بدست او کشته می‌شود.
درفصل هشتم با وینچسترها برای گرفتن لوح شیاطین و جلوگیری از بستن درهای جهنم می جنگد.
درفصل نهم به دنبال تلاش ناموفق سم‌ برای تبدیل کردن کراولی به انسان که درفصل هشتم اتفاق افتاد، کراولی به خون انسان اعتیاد پیدا می‌کند و دارای عواطف انسانی می‌شود. سپس به دین کمک می‌کند تا نشان قابیل و خنجر نخستین را بدست آورد؛ اما دربارهٔ عواقب آن به دین چیزی نمی گوید. سپس‌ به دین درکشتن آبادون کمک می‌کند و پادشاهی خود را دوباره از سر می گیرد.
درفصل دهم ابتدا می خواهد دین را که به یک شیطان تبدیل شده به عنوان دوست و همکار کنار خود نگه دارد؛ اما باتوجه به رفتارهای دین و سبک شمردن کراولی توسط او، جای دین را به سم می دهد. در این  فصل شاهد دیدار کراولی با مادرش رووینا و اتفاقات بعد از آن هستیم. اینکه چطور رووینا میخواهد کنترل پسرش را به دست بگیرد؛ اما درانتها توسط کراولی بیرون می‌شود. کراولی به سم در پاک کردن نشان قابل کمک می‌کند
کراولی در قسمت آخر فصل ۱۲خودش را می کشد

### مگ
اولین حضور مگ فصل اول است که خود را دختر ازازیل معرفی می‌کند و برای ظهور لوسیفر روی زمین تلاش می‌کند اما پس از برگشت‌ لوسیفر به قفس‌ به دلیل دشمنی با کراولی، با وینچسترها برای مقابله با او همکاری می‌کند. و درفصل هشتم به دست کراولی کشته می‌شود. لقب کلارنس توسط او به کستیل داده شده‌است.

### آبادون
نام یک شوالیه جهنمی و تنها شوالیه ای است که به دست قابیل کشته نشده‌است. اولین حضوراو درفصل ۸ است که به دنبال هنری وینچستر به زمان حال می آید اما توسط برادران وینچستر متوقف می‌شود تا اینکه در فصل نهم از دست برادرها فرار می‌کند و ادعای پادشاهی جهنم را می‌کند. اما توسط دین و خنجر نخستینش و به کمک کراولی کشته می‌شود.

### قابیل
اولین شیطان به وجود آمده است که به دنبال قتل برادرش تبدیل می‌شود. او یک قاتل بی رحم است. اما طی قولی که به همسرش داده بود؛ از شکار شوالیه‌های جهنم و کشتار های دیگر دست می کشد. دارای نشان قابیل بود که آن را به دین می دهد و در انتها توسط او کشته می‌شود.

### سیرا
سیرا یک شیطان کوچک است که در فصل 13 ظاهر می شود و به آسمودئوس وفادار است.
در "پسر در حال ظهور"، سیرا یکی از شیاطین در اتاق تاج و تخت کاخ سابق کراولی، پس از ناپدید شدن لوسیفر است. هنگامی که شاهزاده جهنم آسمودئوس می‌رسد تا کنترل جهنم را تا زمانی که لوسیفر یا پسرش پیدا شود به دست بیاورد، سیرا یکی از شیاطینی است که از یک اعدام در امان می ماند. بعداً، آسمودئوس، سیرا و هرینگتون را می‌فرستد تا وینچسترها و پیامبر دوناتلو ردفیلد را بکشند در حالی که او از جک نفیلیم برای رهایی شیدیم از جهنم استفاده می کند. سیرا زمانی که دین در اتاق متل خود تنهاست به دین حمله می کند و به راحتی از تلاش های دین برای اسیر کردن او رها می‌شود و دین را روی تخت می اندازد. قبل از اینکه سیرا بتواند با چاقو به دین حمله کند، سم با تیغه فرشته از پشت به سیرا ضربه می زند و او را می کشد.

## شکارچی‌ها
شکارچی‌ها، زنان و مردانی هستند که زندگیشان را برای نجات جان انسان‌ها از دست موجوداتی مانند شیاطین، گرگینه، خون آشام، جن، روح سرگردان، فرشته و...  با شکار کردن این موجودات سپری می‌کنند. بیشتر آن‌ها تجربه‌های بدی در رابطه با موجودا ماورایی دارند (مثلاً خانواده‌شان توسط شیاطین کشته شده‌اند یا همسرشان توسط شیطان تسخیر شده‌اند) و به همین دلیل شکارچی شده‌اند. شکارچی‌ها طبیعتاً «خانه به دوش» هستند. آن‌ها با کارت‌های اعتباری تقلبی زندگی می‌گذرانند اگرچه بعضی از آن‌ها شغل واقعی دارند. اجتماع‌های شکارچیان وجود دارد که آن‌ها در این محل‌ها یکدیگر را می‌بینند و اطلاعات ردوبدل می‌کنند؛ مثل میخانه هارول. عموماً شکارچیان پرونده‌هایشان را از راه روزنامه‌ها پیدا می‌کنند.

### سم وینچستر
نام او، از پدربزرگ مادری‌اش که ساموئل کمپبل نام داشت، گرفته شده‌است. مادر او، مری وینچستر، در شب تولد ۶ ماهگی او، هنگامی که یک شیطان او را در شعله‌های آتش فرو برد، کشته شد. سم، پس از آن اتفاق، با پدر و برادر خود زندگی کرده و توسط پدرش، شکار موجودات فراطبیعی را یادگرفته‌است. بعد از مدتی، او تصمیم می‌گیرد تا شکار کردن را رها کرده و به دانشگاه استنفورد برای تحصیل برود. در آنجا بود که او با دوست دخترش، جسیکا مور، که بعدها توسط همان شیطانی که مادر سم را کشته است، کشته شد؛ آشنا شد. پس از این اتفاق، او تصمیم می‌گیرد تا برای خون‌خواهی و شکار این موجودات فراطبیعی، به برادرش دین بپیوندد...!

### دین وینچستر
مری وینچستر، مادر دین، توسط شیطانی به‌نام ازازل (با نام مستعار شیطان چشم‌زرد) کشته شده، وقتی که او مانع از وارد شدن خون شیطان به دهان سم شده‌است. ازازل، مری را به سقف آویخته، و سپس در شعله‌های آتش او را سوزاند. در همین زمان جان وینچستر، پدر سم و دین، سم را به دین داده و از او می‌خواهد که با تمام سرعتش، سم را از خانه خارج کند. جان، خانه خود را در لورنس، کانزاس به‌همراه پسرانش درست قبل از پنج سالگی دین ترک می‌کند.

### جان وینچستر
جان اریک وینچستر (به انگلیسی: John Eric Winchester) (با بازی جفری دین مورگان) همسر مری وینچستر و پدر دین و سم وینچستر، و سابقاً جزء نیروی دریایی بوده‌است. همسر او مری، هنگامی که توسط یک شیطان به سقف آویخته، در شعله‌های آتش گرفتار و سپس کشته شده بود. بعد از این رویداد غم‌انگیز، جان با فرزندان خود، برای شکار موجودات فراطبیعی، شروع به سفر در کشور می‌کنند به‌عنوان این‌که یک روزی شیطان قاتل مری را پیدا کنند و او را بکشند.

### مری وینچستر
با بازیگری سامانتا اسمیت و ایمی گومنیک
مری، همسر جان وینچستر و مادر سم و دین است. او متولد ۱۹۵۴ است. والدینش، ساموئل و دیانا کمپبل هر دو شکارچی بودند. وقتی دین توسط کستیل در زمان عقب برده شد، ناآگاهانه با کارهایش توجه ازازل را به مری جلب کرد. ازازل والدین و دوست پسر مری را کشت. اما بعداً با معامله با مری، زندگی جان را برگرداند و شرط گذاشت که ۱۰ سال بعد وارد خانه او شود. مری پذیرفت و با جان ازدواج کرد. سپس شکارچی بودن را کنار گذاشت و دین و سم را به دنیا آورد.
شش ماه بعد از تولد سم در سال ۱۹۸۳، مری با صدای گریه سم از خواب بیدار شد و ازازل را بالای سر سم دید. (بعداً معلوم شد ازازل به سم خون شیطانیش را می‌داده) ازازل، مری را به سقف چسباند و شکمش را پاره کرد و او را سوزاند.
بعداً سم و دین به خانه کودکیشان در کانزاس برگشتند تا دربارهٔ رؤیای سم تحقیق کنند. روح مری خانه را تسخیر کرده و یک روح شریر هم با او در خانه است. بعد از اینکه روح شریر، سم را به دیوار می‌چسباند، مری با ظاهری آتش زده می‌رسد و به سم می‌گوید متأسف است. سپس با روح شریر می‌جنگد و او را نابود می‌کند. در این راه روح خودش هم نابود می‌شود.
معلوم می‌شود همه دوستان و آشنایان مری بعد از مرگش، کشته شده‌اند. اگرچه دلیلش هیچ‌گاه توضیح داده نشد. هم چنین روح مری مثل همسرش جان و الن و جو هارول در بهشت ی جهنم نیست و مکانشان نامعلوم است.

### بابی سینگر
رابرت استیون «بابی» سینگر (به انگلیسی: Bobby Singer) (با بازی جیم بیور) شکارچی و دوست نزدیک جان وینچستر، پدر سم و دین بود. بابی، در زمان کودکی‌اش، با سوءاستفاده پدرش بزرگ شده بود و به همین دلیل در نوجوانی، برای حفاظت از مادر خود، با ضرب گلوله پدرش را کشت و پس از آن، در حیاط خانه‌اش دفن کرد. بابی پس از کشتن همسرش، کارن سینگر، که به‌وسیله یک شیطان تسخیر شده بود، شروع به شکار کرد. در طول مبارزات سم و دین با لوسیفر و ظهور شیطان مغز متفکر و کمک اصلی آنها بود. سم و دین علاقه بسیاری به بابی داشتند و بعد از پدرشان جان وینچسر، به نوعی بابی سینگر نقش پدر آنها را داشت.

### الن هارول
با بازیگری سامانتا فریس
الن هارول مادر جو هارول و دوست نزدیک جان، سم و دین وینچستر است. او یک خانه‌جاده‌ای یا مسافرخانه مخصوص خودش را به نام «خانه‌جاده‌ایی هارول»، جایی که در آن شکارچیان دور هم گرد می‌آمدند را قبل از سوخته‌شدن به‌وسیله یک شیطان، در اختیار داشت. او با بیل هارول که الان کشته شده، ازدواج کرده بود. سم و دین اولین بار الن را به‌وسیله پیغام صوتی‌ایی که روی تلفن پدرشان بعد از مرگش پیدا کرده بودند، ملاقات کردند. درحالی که سم، دین، کستیل و جو، در تلاش برای پیدا کردن لوسیفر بودند، جو به وسیله مگ شیطان که سگ‌های جهنمی را آزاد کرد، به شدت زخمی شد. الن پس از مرگ دخترش جو، پس از کشتن سگ‌های جهنمی و نجات سم و دین، در یک انفجار می‌میرد.

### جوآنا بث «جو» هارول
با بازیگری الونا تال
جوآنا بت هارول دختر ویلیام و الن هارول است. پدرش ویلیام، زمانی که او کودک بود، در شکاری با جان وینچستر کشته شد. او احساس می‌کند که شکارچی شدن مانند پدرش، بهترین راه برای احترام گذاشت به یاد او است. بعد از یک بحث با مادرش در مورد شکار، او به مینه‌سوتا نقل مکان می‌کند و در آنجا نیز به‌عنوان متصدی بار می‌شود. او هنگامی دوستی خود را با برادران وینچستر قطع می‌کند، که متوجه مقصر بودن پدر آن‌ها، جان وینچستر، در مرگ پدرش می‌شود. حتی قبل از این اتفاق، دین تصمیم گرفته بود که دیگر با جو، برای حفاظت از او به شکار نرود. در ادامه او و مادرش برای کشتن لوسیفر، به برادران وینچستر می‌پیوندند. هنگامی که چهار نفر از آن‌ها به‌وسیله سگ‌های جهنمی مورد حمله قرار می‌گیرند، جو زمانی در حال تلاش برای نجات دین است، به‌شدت زخمی می‌شود.
هنگامی که آن‌ها به مکانی امن می‌رسند، جو از مادر خود و برادران وینچستر درخواست می‌کند، که پیشنهادش مبنی بر منفجر کردن سگ‌های جهنمی را بپذیرند و با فدا کردن خود، به آن‌ها فرصت خارج شدن را بدهند. بعد از تنظیم کردن مواد منفجره، درحالی که الن موافقت خود را با این طرح ابراز کرده بود، او نیز تصمیم می‌گیرد تا به جو بپیوندد، به‌طوری‌که هردو نفر از آن‌ها، خود را قربانی کنند تا سم و دین بتوانند فرار کنند.

### اش
با بازیگری چاد لیندبرگ
اش یک نابغه کامپیوتر است که در میخانه هارول با جو و الن هارول زندگی و کار می‌کند. او به دانشگاه‌ام. آی. تی می‌رفت اما بخاطر «دعوا» اخراج شد. او یک لپ‌تاپ دست‌ساز دارد و از آن برای ردیابی موضوعات ماورایی بخصوص ازازل استفاده می‌کند. در قسمتی او به دین زنگ می‌زند و می‌گوید مطلب مهمی بدست آورده‌است؛ ولی وقتی دین برای صحبت می‌رسد می‌بیند میخانه سوخته و جسد اش را می‌یابد.
تهیه‌کننده «اریک کریپک»، بیان کرد که مرگ اش «باید در میخانه انجام می‌شد چون من از آنجا متنفر بودم.» در فصل پنجم سم و دین، اش را در بهشت ملاقات می‌کنند که از زندگی بعد از مرگش لذت می‌برد. آنجا ابزاری ساخته مکان افراد در بهشت و گفتگوی فرشتگان را ردیابی کند. سپس محل زکریا را برای برادرها ردیابی می‌کند.

### گوردون واکر
با بازیگری استرلینگ کی. براون
گوردون شکارچی خون‌آشام هاست. او به سادگی موجودات ماورایی را می‌کشد فقط چون انسان نیستند. در حالیکه برادران وینچستر بیشتر تمایل به مدارا با موجوداتی که بی‌خطر هستند دارند. گوردون با لذت خودش را یک قاتل می‌داند که آزادانه به شکنجه می‌پردازد. اما سم ودین خود را شکارچیانی می‌دانند که فقط در موقع لزوم دشمنانشان را می‌کشند.
در ۱۸ سالگی، یک خون‌آشام وارد خانه گوردون می‌شود و خواهرش را می‌دزدد. گوردون از خانه فرار می‌کند و جنگیدن و کشتن خون‌آشام‌ها را می‌آموزد. سپس آنخون آشام را ردیابی کرده و می‌کشد. خواهرش را هم که به خون‌آشام تبدیل شده می‌کشد. او گاهی با الن هارول و جان وینچستر ملاقات داشته. الن او را شکارچی مستعد اما روانی می‌داند.
گوردون در قسمتی با سم و دین ملاقات می‌کند و در حال دنبال کردن لانه خون‌آشام هاست. در ابتدا دین به او اعتماد می‌کند اما گوردون خودش را فردی خونخوار و آزارگر نشان می‌دهد. او خون‌آشامی را دستگیر و شکنجه می‌کند اگرچه می‌داند او از خون گاوها تغذیه می‌کند. اما دین می‌رسد و با او می‌جنگد و خون‌آشام را فراری می‌دهد.
بعداً در حال جن گیری، گوردون از جنگ شیطانی قریب‌الوقوع، بچه‌های ازازل و قدرت‌های سم مطلع می‌شود. سپس سعی در کشتن سم می‌کند. اما دین می‌رسد و بعد از مشاجره، گوردون دست و پای دین را می‌بندد. سپس از او به عنوان طعمه برای کشتن سم در دام نارنجک‌ها استفاده می‌کند. اما سم از دام می‌گریزد و گوردون را می‌زند و با برادرش فرار می‌کند. پلیس هم می‌رسد و گوردون را برای اسلحه‌های درون ماشینش دستگیر می‌کند.
بعداً نشان داده می‌شود گوردون در زندان است و دوستش را قانع می‌کند بدنبال کشتن سم برود. نهایتاً گوردون از زندان فرار می‌کند. اما در راه به خون‌آشام تبدیل می‌شود. اما باز هم برای وینچسترها تله می‌گذارد و گمان می‌کند وظیفه اش پاکسازی دنیا از دست سم است. اما نهایتاً سرش توسط سم زده می‌شود.

### ساموئل کمبل
بابازیگری میچ پیلِگی
ساموئل پدربزرگ مادری سم و دین است. نام سم از نام او گرفته شده‌است. فاش می‌شود او و همسرش دیانا، شکارچی بودند. دین می‌فهمد او توسط ازازل تسخیر شده بوده و وقتی ازازل بدنش را ترک می‌کند، او هم می‌میرد.
در فصل ششم فاش می‌شود هم‌زمان با برگشت سم از جهنم، ساموئل هم از بهشت به زمین برگشته. او ادعا می‌کند هیچ نظری دربارهٔ علت زنده شدنش ندارد اما نشان داده می‌شود که او و سایر اعضای خانواده کمپبل موجوات ماورایی را به جای کشتن، دستگیر می‌کنند.
ساموئل که درمان خون‌آشام شدن را می‌داند، وقتی دین خون‌آشام می‌شود بیان می‌کند سم می‌خواهد دین وارد لانه خون‌آشام‌ها شود تا خون‌آشام آلفا را بیابد.
معلوم می‌شود کراولی، ساموئل را زنده کرده و برای او کار می‌کند تا برزخ (محل بعد از مرگ هیولاها) را بیابد تا درعوض دختر را زنده کند. بعد از خیانت به وینچسترها، دین قصد کشتنش را می‌کند.
در قسمتی ساموئل و گوئن با سم، دین، روفوس و بابی روبرو می‌شوند، در حالیکه در حال تحقیق روی پرونده‌ای هستند. گوئن می‌گوید از خیانت ساموئل بی‌اطلاع بوده اما دین او را می‌کشد. (دین توسط کرم بزرگ تسخیر شده) ساموئل از برادرها عذرخواهی نمی‌کند و معلوم می‌شود این بار او توسط کرم بزرگ تسخیر شده. سم هم به او شلیک کرده و او را می‌کشد. اما کرم بزرگ کشته نشده و از بدن ساموئل برای حمله به گروه استفاده می‌کند. اما وقتی بابی سیم برق دار به بدن ساموئل وصل می‌کند، کرم خارج می‌شود. (نقطه ضعف کرم بزرگ)

### گوئن کمبل
با بازیگری جسیکا هیفِی
گوئن یک شکارچی و دایی زاده سم و دین است. وقتی سم دوباره وارد زندگی دین می‌شد فاش می‌کند یک سال است که زنده شده و با اعضای خانواده کمپبل از جمله گوئن شکار می‌کند. در قسمتی برای شکار خون‌آشام آلفا، به او دستور داده می‌شود تا عقب بماند و با دین جلوی هر هجومی را بگیرد. او و دین در کنار هم خوب می‌جنگند و وقتی دین از دستور نافرمانی می‌کند، گوئن این را فاش نمی‌کند. در هرحال او طرف ساموئل است و حتی وقتی فاش می‌شود برای کراولی کار می‌کند بازهم با او می‌ماند. بعداً در حال تحقیق با ساموئل دیده می‌شود. او به دین می‌گوید از خیانت ساموئل به آن‌ها بیخبر بوده ولی دین توسط موجودی تسخیر شده و گوئن را می‌کشد.

### کریستین کمپبل
با بازیگری کورین نِمِک
کریستین یک شکارچی و دایی زاده سم و دین است. در قسمتی او می‌پذیرد تا با همسرش کودک «شیپشیفتر» را بزرگ کند. اما شیپشیفتر آلفا می‌رسد و بچه را پس می‌گیرد. بعداً کریستین می‌فهمد دین در حال تعقیب ساموئل است و همدیگر را تهدید می‌کنند. بعداً گردنش توسط خون‌آشام آلفا شکسته می‌شود. فاش می‌شود برای مدتی توسط شیطانی تسخیر شده‌است. کریستین شیطانی در زندان کراولی کار می‌کند و «مگ»، ازپیروان لوسیفر، را برای اطلاعات شکنجه می‌دهد. در نهایت دین با چاقوی روبی، کریستین را می‌کشد.

### روفوس ترنر
با بازیگری استیون ویلیامز
روفوس شکارچی نیمه بازنشسته است که وقتی همسر بابی (کارن سینگر) تسخیره شده بوده، به بابی کمک می‌کرده. او شیطان را جن‌گیری کرده و مرگ کارن را پوشانده. او کسی است که بابی را با دنیای ماورایی آشنا می‌کند و سال‌ها با هم شکار می‌کنند. تا اینکه در اوماها دچار اشتباه می‌شوند و شخص عزیزی برای روفوس، می‌میرد. بعد از این اتفاق کمی از هم بیگانه می‌شوند. ۱۵ سال بعد روفوس به درخواست بابی اطلاعاتی دربارهٔ بلا تالبوت می‌دهد. او بعد از قیام لوسیفر و شروع آخرالزمان دوباره شروع به کار می‌کند.
در قسمتی بعد از ۱۵ سال روفوس به بابی زنگ می‌زند و مکان بلا تالبوت را اطلاع می‌دهد. روفوس در پرونده‌ای اطلاعات جالبی دربارهٔ گذشته بلا به دین می‌دهد. بعداً دوباره در تماسی به بابی دربارهٔ شکسته شدن ۶۶ قفل خبر می‌دهد.
در قسمتی به شهری می‌رود که گمان می‌کند تحت نفوذ شیاطین است. او به الن، جو و بابی برای کمک زنگ می‌زند. وقتی دین و سم می‌رسند، او و جو از الن جدا شده‌اند. سپس با جو، سم را دستگیر می‌کند چون فکر می ند تسخیر شده‌است. بعداً الن و دین، طلسم «جنگ» را می‌شکنند و همه چیز نرمال می‌شود.
روزی روفوس به خانه بابی می‌رود تا ترتیب پنهان کردن جسد ظاهراً مرده یک «اوکامی» را دهد. بابی به او کمک می‌کند از دست FBI فرار کند. اما بعداً معلوم می‌شود «اوکامی» زنده است و بابی دوباره او را می‌کشد. بعداً روفوس با قطب‌های اطلاعاتی اش دربارهٔ زندگی انسانی کراولی طالاعات جمع می‌کند و حلقه‌ای متعلق به پسر کراولی را از موزه می‌دزدد تا به بابی برای پس گرفتن روحش کمک کند.
او در پرونده‌ای به بابی و برادران وینچستر و ساموئل و گوئن کمپبل برمی‌خورد و می‌فهمد هیولا، زاده جدید ایو است. (کرم بزرگ) بعد از کشته شدن ساموئل و گوئن، بابی تسخیر شده به روفوس چاقو می‌زند. مراسم دفن روفوس دقیقاً به رسم یهودی‌ها نیست اما به جای سوزاندن جسد یه رسم یهودی‌ها خاک می‌شود. سپس بابی کمی از نوشیدنی مورد علاقه رفوس روی قبرش می‌ریزد.
وقتی بابی به کما می‌رود، خاطرات متعددی از روفوس برایش زنده می‌شود. روفوس به بابی کمک می‌کند تا در برابر بدترین خاطراتش قرار گیرد تا از کما خارج شود.

### گارث فینزجرالد آی وی
با بازیگری دی جی کوالز
او یک شکارچی است که عمدتاً تنها کار می‌کند، اگرچه در دو موقعیت با وینچسترها همکاری کرد. با مرگ بابی و غیبت طولانی سم و دین، به جای بابی نقش هماهنگ‌کننده شکارچیان را گرفت. برای شروع شکارچیان را از طریق GPS موبایلشان ردیابی می‌کرد و به آن‌ها پرونده می‌سپرد. کمی بعد گارث ناپدید شد و مشخص می‌شود در طول یک شکار به گرگینه تبدیل شده‌است. او به گروهی از گرگینه‌ها پیوسته و در صلح با انسان‌ها زندگی می‌کرد. هم چنین با گرگینه‌ای به نام «بِس» ازدواج کرده. وقتی سم و دین او را پیدا کردند، او سعی می‌کرد به آن‌ها نشان دهد همه چیز در گروهش خوب است. اما عده‌ای از اعضای گروه «فنریر» را می‌پرستند و قصد تسلط بر انسان‌ها را دارند. پس گارث، بس و سم را می‌دزدند و قصد کشتنشان را می‌کنند. اما دین می‌رسد و آن‌ها را نجات می‌دهد. بعداً گارث از شنیدن خبر مرگ «کوین» ناراحت می‌شود و خودش را سرزنش می‌کند. پس قصد بازگشت به شکار را می‌کند اما دین که متوجه شده همه گرگینه‌ها بد نیستند، به گارث می‌گوید نزد خانواده اش بماند.

### ساموئل کلت
با بازیگری سم هنینگز
بر اساس شخصیت اسلحه ساز بزرگ به همین نام، ساموئل کلت یک شکارچی است که در سده ۱۹ میلادی می‌زیسته و سازنده «کلت» است. (سلاحی که تقریباً می‌تواند هر موجود ماورایی بکشد. لوسیفر فاش کرد که او جزء ۵ موجودی است که در برابر این کلت ایمن است. هم چنین کلت برای بستن دروازه جهنم طراحی شده) این اسلحه در واقع کلید باز کردن دروازه است. دروازه با لوله کلت درون قفل باز می‌شود. ساموئل هم چنین راه‌آهنی به شکل «پنتاگرام» با کلیسایی در هر گوشه اش در اطراف دروازه شیطان ساخت.
در قسمتی سم و دین، به نبال روش کشتن «ایو» از طریق مجله کلت می‌فهمند که یک شکارچی در سال ۱۸۶۱ یک ققنوس را کشته. چون برای کشتن «ایو» به خاکستر ققنوس نیاز است، کستیل برادرها را به آن زمان می‌فرستد تا خاکسترش را بیاورند. اگرچه در ابتدا ساموئل تمایلی به همکاری ندارد، اما نهایتاً کلت را به دین می‌دهد تا ققنوس را بکشد. اما در نهایت سم و دین بدون خاکستر به زمان حال برمیگردند. معلوم می‌شود ساموئل ۱۵۰ سال پیش بسته‌ای حاوی خاکستر ققنوس برایشان فرستاده که در لحظه به خانه بابی می‌رسد. اوتوانسته روش کار موبایل سم را بفهمد و آدرس بابی را از آن بدست آورده.

### چارلی بردبری
با بازیگری فلیشیا دی
او یک متخصص کامپیوتر است که قبلاً در مؤسسه ریچارد رومن کار می‌کرده‌است، هم جنس گراست، از سیاست دوری می‌کند و یک بازیباز ماهر است.
او اولین باری وقتی ظاهر شد که دیک رومن از او خواست تا رمز هارد کامپیوتر فرانک را بدست آورد. بعد از ۲۴ ساعت کار مداوم او توانست فایل‌ها را باز کند. درون هارد فایل‌های متعددی بود: کارکنان FBI، مؤسسه ریچارد رومن، کلون‌ها، حقایق شناخته شده، هیولاها، رازهای حل نشده، راهپیمایی سکه‌ها، فایل‌های مجهول و دو فایل با عناوین متنوع. جستجو.
چارلی شروع به مطالعه فایل توضیح دربارهٔ لوایتان‌ها و فعالیت هایشان کرد که نام دیک رومن هم در بینشان بود. چارلی گمان کرد تمام این‌ها مسخره است و به دنبال سرپرستش، پیت، رفت. در پارکینگ دیک رومن به پیت گفت چارلی جزء معدود انسان‌های خاص است که نمی‌توان کاملاً آن را به لوایتان تبدیل کرد. سپس یکی از افراد رومن، تبدیل به پیت می‌شود و پیت را می‌خورد و همه مطالب درون هارد فرانک را اثبات می‌کند.
سم و دین مکان هارد را ردیابی می‌کنند چون یک GPS درونی دارد. سپس به آپارتمان چارلی می‌رسند. آن‌ها هارد را می‌خواهند و وقتی از مهارت‌های هک کردن چارلی خبردار می‌شوند، از او می‌خواهند وارد ایمیل‌های دیک شود. چارلی می‌فهمد ایمیل‌ها درون یک سِرور خصوصی هستند. پس باید وارد دفتر کار رومن شود. بدون اطلاع چارلی، روح بابی فلاسکش را درون کیف چارلی می‌گذارد تا بتواند همراه او وارد ساختمان شود.
سم و دین درون یک ون با چارلی ارتباط دارند. وقتی چارلی عصبی می‌شود، سم به او می‌گوید "اگر هرمیون بود چه می‌کرد؟" و به او نیرو می‌دهد. در جلوی اتاق رومن، محافظی قرار دارد. دین پیسنهاد می‌دهد تا چارلی با لاس بزند تا بتواند وارد شود.
درون دفتر کار، چارلی ایمیل‌ها دانلود می‌کند. او می‌فهمد در یک فرودگاه بسته‌ای برای رومن خواهد رسید. پس ایمیلی تقلبی می‌فرستد تا نشان دهد بسته ۳۰ دقیقه دیگر می‌رسد. در این بین سم و دین به فرودگاه رفته و بسته را با چمدانی حاوی بمب براکس عوض می‌کنند.
رومن به مؤسسه رفته و از چارلی دربارهٔ هارد سؤال می‌کند. در این حین یکی از کارکنان با بسته تقلبی می‌رسد و چارلی سعی می‌کند ساختمان را ترک کند. بمب منفجر می‌شود اما رومن آسیبی نمی‌بیند و دستور می‌دهد ساختمان را قفل کنند. بابی در خروجی را می‌شکند تا چارلی فرار کند. سپس وحشیانه به رومن حمله می‌کند و باعث شکسته شدن بازوی چارلی می‌شود. بعداً چارلی با اتوبوسی به خارج شهر می‌رود و از برادرها می‌خواهد دیگر با او تماس نگیرند.
در قسمت دیگر چارلی با نام جدید «کری» ملکه یکی از چهار پادشاهی بازی «مون دور» است. وقتی دو بازیکن کشته می‌شوند، سم و دین به محل بازی می‌روند. چارلی از یدن آن‌ها مضطرب می‌شود، او می‌گوید بعد از کشته شدن دیک رومن، او احساس راحتی کرد و با هویتی جدید به زندگی برگشت.
چارلی و دین می‌فهمند نماد ری بدن مقتولین مربوط به یکی از پادشاهی‌های رقیبش است. در راه شخصی با ردا و سر حیوان، چارلی را می‌دزدد.
در خیمه، آن شخص کلاهش را برمی‌دارد و مشخص می‌شود زنی زیباست و چارلی عاشقش می‌شود. او می‌گوید یک پری خوب به نام گیلدا است و اربابش او را مجبور به کشتن افراد بی گناه می‌کند. تنها راه شکست طلسم هم این است که یک قهرمان کتاب طلسم را نابود کند.
نهایتاً سم، دین و جری، گیلدا و چارلی را در حال بوسیدن می‌یابند. معلوم می‌شود جری ارباب پری است. جری بازی را زیادی جدی گرفته و برای پیروزی در جنگ بعدی و انتخابش به عنوان پادشاه چارلی، کتاب طلسمی از «ای. بی» خریده و گیلدا را مجبور به کشتن رقیبانش می‌کند.
در کشاکش، چارلی کتاب را با چاقو نابود می‌کند و گیلدا آزاد می‌شود و با جری (برای تنبیه) به دنیای خودش برمیگردد.
چارلی تصمیم می‌گیرد دست از فرار و تغییر هویت بردارد و به سم و دین می‌گوید هروفت لازم بود با او تماس بگیرند.
او بعداً در قسمتی برمیگردد و مخفیانه به مادرش که دچار مرگ نغزی شده سرمیزند. او از مرگ مردی که درونش مایع شده باخبر می‌شود و با برادرها تماس می‌گیرد. دین سعی می‌کند چارلی را برای شکار آموزش دهد. وقتی چارلی مخفیانه برای دادن پول برای کمک به مادرش می‌رود، توسط جن دزدیده می‌شود. جن، چارلی را مسموم کرده و در یک کابوس قرار می‌دهد. برادرها می‌رسند و جن را می‌کشند. دین برای نجات چارلی وارد رویایش می‌شود. آنجا چارلی در بازی کامپیوتری که در بچگی دزدیده بوده گیر افتاده است. دین می‌فهمد ترس بزرگ چارلی از دست دادن مادرش است و چارلی تأیید می‌کند که خودش را برای وضعیت مادرش و مرگ پدرش سرزنش می‌کند. زیرا آن‌ها در راه برداشتن او از خانه دوستش دچار تصادف شدند. دین، چارلی را متوجه می‌کند که مادرش مدت‌ها پیش از دست رفته و باید اجازه دهد برود. با انجام این کار از رؤیا بیدار می‌شود. بعداً هم اجازه‌نامه قطع دستگاه‌ها از مادرش را امضا می‌کند.
در قسمتی برای هک کردن کامپیوتر باستانی انبار مردان لغت، برادرها از چارلی کمک می‌گیرند. او فاش می‌کند به شکار می‌پرداخته. در این حین، آن‌ها با دروتی گیل آشنا می‌شوند و چارلی به او کمک می‌کند تا جادوگر شهر اُز را شکست دهد. وقتی گروه می‌فهمد که جادوگر بدنبال کلید اُز است، چارلی خودش را در مقابل جریان انرژی که به سمت دین انداخته می‌شود قرار می‌دهد و می‌میرد. اما ایزیکل او را زنده می‌کند. معلوم می‌شود بهشت او کریسمسی است که با والدینش داشته. وقتی معلوم می‌شود دوروتی دختر «ال فرانک باوم» است و کتاب‌های «اُز» براساس سرگذاشت او در اُز است، چارلی می‌فهمد این کتاب‌ها سرنخی برای مقابله با جادوگر است. پس دوروتی می‌فهمد با استفاده از کفش‌های یاقوتی می‌توانند جادوگر را بکشند. اما در راه با سم و دین که تحت کنترل جادوگر شده‌اند، مواجه می‌شوند و فاش می‌شود برنامه جادوگر آوردن لشکرش به زمین و تسلط به آن است. چارلی فرار می‌کند و با کفش‌ها به سر جادوگر می‌زند و او را می‌کشد. در آخر چارلی همراه با دوروتی به اُز می‌رود و به خواسته ماجراجویی خود می‌رسد.
در فصل دهم چارلی به سم برای از بین بردن نشان قابیل از بازوی دین با رمز گشایی کتاب جهنمی کمک می‌کند و توسط استاین‌ها کشته می‌شود. پس از مرگ او دین در خونخواهی او تمام استاین‌ها را قتل عام می‌کند

## فرشته‌ها
موجودات بعدی فرشته‌ها و خدا هستند که موجوداتی بشدت غیرمادی هستند و دیدن شکل واقعی آن‌ها باعث کوری می‌شود. چون نمود چهره واقعی آن‌ها بسیار قدرتمند است. اما «افراد خاصی» می‌توانند نمود و صدای واقعی آن‌ها را بشنوند. بال‌های فرشتگان در سایه آن‌ها دیده می‌شود. فرشته‌های ازلی هستند و می‌توانند هر زخمی را شفا دهند و در برابر بیماری‌ها ایمن هستند؛ ولی موجودات قویتر از خودشان می‌توانند به آن‌ها آسیب رسانند. در هر حال، فرشتگان مقرب و شمشیر فرشتگان می‌تواند آن‌ها را بکشد. با مرگ یک فرشته، مقدار زیادی انرژی آزاد می‌شود و نوری از سوختگان بال‌های آن‌ها روی زمین ایجاد می‌شود.
طلسم‌های خونی انوکی برای دفع یا ناپدید کردن فرشته‌ها از یک مکان موقتاً استفاده می‌شود. جادوی انوکی هم چنین برای ناتوان کردن انسان‌ها از درک وجود فرشته‌ها استفاده می‌شود. حداقل یک طلسم هم برای ناپدید کردن و برگرداندن فرشته به بهشت وجود دارد که حتی شیاطین هم از آن استفاده می‌کنند.
از آنجایی که نمود واقعی آن‌ها باعث آسیب به انسان‌ها می‌شود و آن‌ها موجوداتی غیرمادی هستند، معمولاً یک پوسته انسانی را می‌گیرند تا در دنیای مادی حضور یابند. (البته با موافقت پوسته) آن‌ها به یک پوسته خاص نیاز دارند تا به تمام پتانسیل خود دست یابند؛ افرادی «انتخاب شده» یا «پوسته واقعی آنها». قابلیت پوسته بودن ارثی است و اگرچه تنها یک نفر می‌تواند «پوسته واقعی» باشد اما سایر اعضای آن خانواده خاص هم می‌توانند موقتاً پوسته شوند. فرشتگان مقرب، باعث آسیب زیادی به پوسته‌شان می‌شوند چون موجودات بسیار قدرتمندی هستند و باعث مرگ مغزی یا بدتر می‌شوند. تنها استثنا، میکائیل است که در قسمتی به دین می‌گوید با ترک بدن جان، او «از جدید هم بهتر می‌شود» و دین هم اگر پوسته او شود هیچ «صدمه‌ای» نخواهد دید. اگر فرشته مقربی پوسته‌ای مناسبش نیست را بگیرد، این پوسته به آرامی از هم می‌پاشد و نهایتاً منفجر می‌شود؛ مثل لوسیفر. این پروسه با مصرف مقدار زیادی خون شیاطین آرام می‌شود. اگر پوسته از وجو آن‌ها آگاه شود، می‌تواند آن‌ها را دفع کند ولی باید به اندازه کافی آگاه و بااراده باشد.
در طول تسخیر یک میزبان انسانی، فرشته‌ها ناحیه‌ای وسیع از انرژی دیده می‌شوند. علاوه بر دورجنبانی و قدرت زیاد، آن‌ها به سادگی با لمس پیشانی میزبان شیاطین، می‌توانند بیشتر شیاطین را بکشند یا آن‌ها تطهیر کنند. یا با یک حرکت سریع می‌توانند انسان‌ها را بی هوش کنند. با لمس زخم می‌توانند انسان‌ها را شفا دهند. فرشته‌ها قادرند در زمان سفر کنند و حتی افراد دیگر را هم در زمان بفرستند. اگرچه آن‌ها می‌توانند رویدادهای زمان را تغییر دهند، اما گفته می‌شود همواره نتیجه وقایع یکسان خواهد بود و آن‌ها نمی‌توانند سرنوشت را عوض کنند. فرشتگان قویتر می‌توانند حتی مردگان را زنده کنند و با دستگاری واقعیت، از هیچ، چیزی ایجاد کنند. فرشته‌هایی که از بهشت اخراج می‌شوند کم‌کم بیشتر قدرت‌هایشان را از دست می‌دهند. اما میکائیل و لوسیفر اینطور نیستند. اما این واقعیت دارد که فرشته‌های رده بالایی مثل کستیل در دور دوم اخراجش تمام قدرت‌هایش را حفظ کرد. حتی بعد از اینکه تجربه بودن در برزخ او را بسیار ضعیف کرده بود.
فرشته‌ها می‌توانند تبدیل به انسان شوند ولی انجام این کار جدی‌ترین جنایت در بهشت است. آن‌ها «موهبت» خود را از دست می‌دهند (که بسیار دردناک است) و به زمین سقوط می‌کنند و از والدینی انسانی متولد می‌شوند. تمام خاطرات و توانایی‌های فرشته‌ای آن‌ها نیز از بین می‌رود اگرچه مقدار کمی از آن‌ها در زمان نیاز به‌طور غریزی بازیابی می‌شود. وقتی «موهبت» حذف می‌شود، آن هم به زمین سقوط می‌کند. در پرونده آنا میلتون، موهبتش باعث ایجاد یک درخت بلوط غول آسا شد. اگر آن فرشته انسان شده، دوباره موهبتش را بدست آورد، دوباره فرشته می‌شود. هم چنین می‌توانند با دزدیدن موهبت دیگران، دوباره فرشته شوند. اما معلوم نیست که با این کار قدرت‌های خودشان را بدست می‌آورند یا قدرت‌های آن فرشته را.
بیشتر فرشته‌ها بی‌احساس، متکبر و قدرت طلب با اظهار خواری کامل نسبت به انسان‌ها نمایش داده می‌شوند. آن‌ها خود را خانواده هم می‌دانند و با هم خواهر و برادرند و خدا را پدرشان می‌دانند. اما بیشتر فرشته‌ها خدا را ندیده‌اند. اگرچه گفته می‌شود خدا ناپدید شده و به فرشته‌ها دستور حفاظت از انسان‌ها را داده، اما آن‌ها این کار را نمی‌کنند. در حقیقت ۴ فرشته خدا را دیده‌اند؛ محافظ باغ عدن «جاشوا» که با خدا حرف می‌زند، اما او هم شخصاً هیچ‌گاه خدا را ندیده. او ادعا می‌کند خدا روی زمین است و نسبت به کارهای فرشته‌ها و آخرالزمان بی‌تفاوت است.
تهیه‌کننده اریک کریپک در اصل تمایلی به حضور فرشته‌ها در سریالش نداشت و باور داشت خدا بیشتر با شکارچی‌ها کار می‌کند. اما با شرارت‌های زیاد شیاطین، او و نویسنده‌ها نظرشان را عوض کردند. چون فهمیدند سریال نیاز به فرشته‌ها دارد تا یک "جنگ کیهانی" را ایجاد کنند. کریپک می‌گوید:" ما امپراتوری داشتیم اما واقعاً شورشی نداشتیم." آن‌ها همیشه خواهان تمرکز روی چند شخصیت اصلی اما یک جنگ عظیم در پشت سر بودند تا با "جنگ ستاره هاً و "ارباب حلقه هاً قابل مقایسه باشند و فرشته‌ها این امکان را ایجاد کردند.

### کستیل
اولین حضور وی در سریال، مربوط به اولین قسمت از فصل چهارم است که در آن می‌گوید که دین وینچستر را از جهنم نجات داده‌است زیرا که خداوند فرمان داده‌است؛ که شروعی بر تم مسیحی غالب بر کل فصل دارد.[۱] کستیل در میان یک گروه از فرشتگانی است، که بر روی زمین از شکستن ۶۶ قفلی که اجازه می‌دهد لوسیفر از قفسش آزاد شود و آخرالزمان دربگیرد، جلوگیری می‌کند. با گذشت زمان، بین او و برادران وینچستر، به‌خصوص دین، همدلی‌ای شکل می‌گیرد. دین وینچستر تنها انسانی است که کستیل به او خیلی اهمیت میداد و عشق خود را از او پنهان میکرد، وقتی که او متوجه می‌شود که میکائیل در واقع در نظر دارد که برای آزادکردن قفس لوسیفر تلاش کند، می‌تواند که او را بکشد. کستیل تلاش می‌کند به دین در این رابطه هشدار بدهد، ولی برای این کار مجازات می‌شود. در نهایت او وفاداری‌اش را به بهشت می‌شکند، و به سمت انسانیت می‌رود. در طول سریال رابطه پر فراز و نشیبی با برادران وینچستر دارد. یک مرتبه برای تبدیل شدن به خدا اقداماتی را انجام می دهد و قدرت بسیار زیادی را بدست می‌آورد. اما یکمرتبه در طول سریال به طور کامل قدرت‌هایش را از دست داده و همانند انسان زندگی عادی زندگی می‌کند.

### لوسیفر
با بازیگری مارک پلگرینو و جرد پادالکی
او دومین فرشته مقرب قدیمی و اولین فرشته سقوط کرده‌است. از زندانش در جهنم، او رویدادها را هماهنگ می‌کند تا نهایتاً باعث شکسته شدن ۶۶ قفل و آزادی خودش می‌شود. او «پدر» و خدای شیاطین نامیده می‌شود. ازازل وقتی در قالب یک کشیش شده و قبل از کشتار یک صومعه پر از راهبه، او را «پدرم» می‌خواند. اما معلوم می‌شود او با دید تحقیرآمیز به شیاطین می‌نگرد و تصمیم دارد بعد از از بین بردن انسان‌ها، آن‌ها را نابود کند.
او بیان می‌کند به دلیل عدم اطاعت از دستور خدا مبنی بر دوست داشتن انسان‌ها بیش از او سقوط کرده. پس خدا، میکائیل را مسئول کرده تا او را به زندان بیندازد. لوسیفر برای لجبازی با خدا، لیلیث را به اولین شیطان تبدیل کرده. مرگ و جبرئیل دشمنی لوسیفر با انسان‌ها را با «حالت غضب شدید» مقایسه می‌کنند؛ چون خدا انسان‌ها را بر او ترجیح داد. لوسیفر به تغییراتی که انسان‌ها روی زمین ایجاد کرده‌اند، علاقه ندارد و می‌خواهد زمین را پاک کند. او نسبت به انسان‌ها بسیار ایرادگیر است، بیشتر برای اینکه آن‌ها برای اشتباهات، خطاکاری، نقص‌ها و شکست‌های خودشان، او را سرزنش می‌کنند. اریک کریپک با شوخی او را با «بیمار روانی خشمگینی» با «قدرت‌های نامحدود» مقایسه می‌کند.
بخاطر شکل فرشته‌ای و غیرمادیش، به چوسته‌ای انسانی نیاز دارد تا مستقیماً با دنیای مادی ارتباط برقرار کند. لوسیفر بدنبال مردی به نام «نیک» می‌رود که اخیراً همسر و فرزندش به قتل رسیده‌اند. او با مرور خاطرات این واقعه او را شکنجه می‌دهد و نهایتاً با شکل همسر نیک، سارا، ظاهر می‌شود. او واضح هویت اصلی خود را به نیک می‌گوید و بیان می‌کند او برای دوست داشتن زیاد خدا، تنبیه شده. سپس نیک را قانع می‌کند تا پوسته اش باشد و قول می‌دهد از خدا برای کشته شدن خانواده اش انتقام بگیرد. اما لوسیفر بعداً فاش می‌کند که سم پوسته واقعی اوست. پس بدن نیک، پوسته موقتی اوست. بدن نیک نمی‌تواند قدرت‌های بی اندازه لوسیفر را تاب بیاورد و در حال فروپاشی است و باید گالون‌ها خون شیاطین را بنوشد تا مانع این کار شود. او در حال انجام تشریفات برای احظار مرگ است و وقتی وینچسترها، هارول‌ها و کستیل می‌رسند، او کستیل را در تله روغن مقدس به دام می‌اندازد و مگ را بدنبال بقیه می‌فرستد. بعداً برادرها با کلت به او شلیک می‌کنند اما او زنده می‌ماند؛ معلوم می‌شود او جزء ۵ موجودی است که در برابر کلت ایمن است. بعداً برادرها با کمک کستیل فرار می‌کنند و لوسیفر مرگ را احضار می‌کند تا او را به کنترل خودش دراورد.
وقتی یک گروه از الهه‌ها دور هم جمع می‌شوند، لوسیفر توسط «مرکیوری» از جای برادرها مطلع می‌شود. او الهه‌ها را سلاخی می‌کند و به سمت برادرها می‌رود. جبرئیل، برادرها را دور می‌کند و با لوسیفر مواجه می‌شود. او بیان می‌کند دلیل سرکشی لوسیفر بخاطر نقص انسان‌ها نبود بلکه بخاطر این بود که دیگر پسر دوست داشتنی پدرشان نبود. لوسیفر از وفادارای جبرئیل سؤال می‌کند. او بیان می‌کند علی‌رغم تجربیاتش با انسان‌ها و نقص هایشان، آن‌ها تلاش می‌کنند بهترین کار را انجام دهند. در نهایت لوسیفر با شمشیر خودش جبرئیل را می‌کشد.
بعد از کسب حلقه‌های ۴ سوارکار، سم و دین به مخفیگاه لوسیفر می‌روند تا سم پوسته بودنش را بپذیرد و بعد به لوسیفر کلک بزنند. اما لوسیفر بسیار قوی است. پس از تسخیر سم، او با ۴ شیطان مواجه می‌شود (درواقع بچه‌های ازازل هستند) و تمامشان را می‌کشد. در ادامه در قبرستان با میکائیل مواجه می‌شود و سعی می‌کند او را قانع کند با هم نجنگند. اما میکائیل امتناع می‌کند. دین و کستیل مزاحم کارشان می‌شوند و کستیل برای مدتی میکائیل را دور می‌کند. درعوض لوسیفر هم بی‌رحمانه کستیل را می‌کشد. سپس شروع به کتک زدن دین می‌کند. وقتی بابی قصد کشتن او با کلت را می‌کند، لوسیفر او را هم می‌کشد. در هرحال سم نگاهش به سربازهای اسباب بازی در ایمپالا می‌افتد و کنترل بدنش را بدست می‌آورد. سپس دوباره گودال را باز می‌کند و همراه با میکائیل در آن می‌پرد.
در فصل هفتم لوسیفر به عنوان بخشی از توهمات سم برمی گردد و یادآور اوقاتش در قفس جهنم است. او به سم می‌گوید دنیای اطرافش در یک سال اخیر واقعی نبوده و سم هنوز در قفس است و این روش جدید شکنجه اوست. سم از لوسیفر می‌پرسد چرا به این دنیای خیالی پایان نمی‌دهد و لوسیفر جواب می‌دهد تنها وقتی این کار را می‌کند که سم دیگر نتواند ادامه دهد. لوسیفر بعداً به شکل دین درمی آید و سم را گول‌می‌زند تا از خانه بابی خارج شود. در مسیر او خودش را لو می‌دهد تا ثابت کند می‌تواند «رؤیای» سم را کنترل کند. اما دین می‌رسد و به سم می‌فهماند دنیای واقعی چیست و معلوم می‌شود لوسیفر یک توهم است. با این حال او به سم می‌گوید جایی نخواهد رفت. لوسیفر مدام مزاحم خواب سم می‌شود و بعداً هم غذاها را برای سم به شکل کرم و حشره درمی‌آورد تا تدریجاً باعث مرگ سم شود. در ابتدا سم سعی می‌کند توهماتش را نادیده بگیرد اما وقتی برای یافتن دین از نصایح لوسیفر استفاده می‌کند، اوضاع بدتر می‌شود. پس لوسیفر زندگیش را تسخیر می‌کند و سم در بیمارستان روانی بستری می‌شود. کستیل که معلوم می‌شود زنده است، سعی می‌کند دیوار ذهنی سم را ترمیم کند اما می‌فهمد دیوار کلاً نابود شده‌است. پس مجبور می‌شود تمام مشکلات را به خودش منتقل کند و لوسیفر به سراغ او می‌رود. بعداً وقتی کستیل خوب می‌شود، سم از او دربارهٔ دیدن لوسیفر می‌پرسد. کستیل می‌گوید در ابتدا او را می‌دید اما کم‌کم ناپدید شد. او باور دارد لوسیفر به سادگی تصویر شکنجه خود سم از اوقاتش در جهنم بوده و این تصویر کم‌کم ناپدید شد چون شکنجه دیگر در ذهن سم نبود.
در فصل هشتم، معلوم می‌شود لوسیفر چندین دخمه در اطراف ایالات متحده و جهان دارد که شامل ارزشمندترین ابزارهایش است. مکان این دخمه‌ها را فقط خود لوسیفر و یاران معتمدش مثل ازازل می‌دانند. در بین ابزارهای دخمه‌ها، در جعبه فرشته‌ها، لوح فرشته‌ها وجود دارد. نهایتاً سم، دین و کستیل با کمک مگ محل دقیق این دخمه را می‌یابند و لوح را می‌برند.
با احترام به فیلم «بهشت گمشده» جان میلتون، لوسیفر شخصیتی لطیف و بسیار همدرد خواهد داشت. کریپک می‌گوید: «او در اصل خیانت کرده پس می‌تواند در بعضی موارد غم خوارانه نشان داده شود. اگر ما بتوانیم فرشته‌ها را بد نشان دهیم پس لوسیفر می‌تواند غم خوار باشد.» کریپک او را شخصیتی «شیطانی که شک داشت» و «به فرشته‌ها و خدا مهربانی زیادی داشت» به تصویر می‌کشد. هم چنین او را کسی می‌داند که «واقعاً از روی محبت و مهربانی حرف می‌زند و دروغ نمی‌گوید.»
پلگرینو دومین انتخاب برای نقش کستیل بود اما این نقش به میشا کالینز داده شد.

### میکائیل
میکائیل قدیمی‌ترین و قویترین فرشته مقرب است. در فصل پنجم سریال زکریا فاش می‌کند که برنامه فرشته‌ها برای میکائیل این است که از دین به عنوان پوسته اش استفاده کند و لوسیفر را بکشد. اما دین باید با پوسته شدن خودش موافقت کند. میکائیل، لوسیفر را برادر کوچکتر خود می‌داند و وقتی لوسیفر از دستور خدا مبنی بر تعظیم در برابر انسان‌ها امتناع کرد، برای حمایت رو بسوی میکائیل آورد اما او قبول نکرد. با دستور خدا میکائیل، لوسیفر را در جهنم زندانی کرد.
او اولین بار وقتی ظاهر شد که دین، سم و کستیل در زمان سفر کردند و به ۱۹۷۸ رفتند تا آنا را از کشتن جان ماری بازدارند.
وقتی فرشته‌ها تصمیم می‌گیرند برای گول‌زدن دین، برنامه جدیدی پیش بگیرند، آدام (پسر سوم جان وینچستر) را زنده می‌کنند تا وانمود کنند او پوسته جدید میکائیل است. اما این یک حیله است تا دین پوسته بودنش را بپذیرد. زکریا، سم و آدام را شکنجه می‌دهد تا دین جواب مثبت دهد. سپس میکائیل را از بهشت احضار می‌کند. اما دین نظرش را عوض می‌کند و زکریا را می‌کشد و قصد فرار می‌کند. وقتی میکائیل در حال نزول است، آدام درون اتاق گیر می‌کند و اتاق و آدام باهم ناپدید می‌شوند. بعداً کستیل بیان می‌کند اکنون آدام پوسته میکائیل شده‌است.
بعداً میکائیل با بدن آدام ظاهر می‌شود تا با لوسیفر بجنگد. اما بابی، دین و کستیل مزاحمش می‌شوند و با روغن مقدس او را دور می‌کنند. اما اندکی بعد دوباره برمیگردد و با سم روبرو می‌شود. (که اکنون تحت کنترل لوسیفر است) سم آماده می‌شود تا دورن گودال بپرد. میکائیل سعی می‌کند او را متوقف کند و می‌گوید سرنوشت او جنگ با برادرش است. وقتی سم امتناع می‌کند میکائیل سعی می‌کند او را بگیرد. اما با هم به دورن چاه انداخته می‌شوند. کستیل عقیده دارد میکائیل و لوسیفر در قفس با هم روح سم را شکنجه می‌دهند.

### جبرئیل
با بازیگری ریچارد اسپیت جونیور
جبرئیل یک فرشته مقرب است که از دیدن جدال برادرانش در بهشت خسته شده‌است. پس هزاران سال پیش به زمین فرار می کند و نقش «الهه حقه باز» را می‌گیرد. برای اولین بار در فصل دوم ظاهر شد و نویسنده‌ها تصمیم گرفتند تغییر خود را در افسانه حقه باز قرار ندهند –کاری که با دیگر شرورها کردند- و حس زیاد طنز را نگه دارند و با جبرئیل باعث چندین افسانه محلی خشن شدند. سم و دین تحقیق می‌کردند و نهایتاً هویت او را کشف کردند. اگرچه حقه باز منتظر آن‌ها بود و از آن‌ها خواست اجازه دهند برای ادامه کارهایش به شهری دیگر برود. آن‌ها امتناع کردند و با کمک بابی سینگر به او حمله کردند. اما حقه باز مرگش را جعل کرد.
او در قسمتی دیگر آمد و سم را در حلقه زمانی بی‌انتها به دام انداخت. حلقه‌ای که در آن دین به روش‌های مختلف می‌مرد. بعد از تکرارهای بی‌شمار، سم نهایتاً متوجه شد این کار حقه باز است و محل او را یافت. او را با میخی خونی تهدید کرد، نهایتاً حقه باز پذیرفت که حلقه را بشکند و سم و دین را به روز بعد فرستاد. اما دوباره دین مرد و چون هیچ حلقه‌ای وجو نداشت، این بار هیچ تکراری در کار نبود. چندین ماه بعد، سم شخصی سرد و با برنامه شد که قصد ردیابی حقه باز را داشت. نهایتاً حقه باز با سم دیدار کرد و نکته‌ای گفت: دو برادر دائماً خود را برای همدیگر فدا می‌کنند که این خوب نیست و وقتی افراد می‌میرند باید یاد بگیریم با این واقعیت زندگی کنیم. در هر حال، او به سم آنچه می‌خواست داد و برای تمام موقعیت‌هایی که در چند ماه اخیر اتفاق افتاده، اظهار تاسف کرد.
در قسمتی دیگر سم و دنی در برنامه‌های تلویزیون گیر افتادند و بخشی از شوهای مختلف شدند. نهایتاً دین (با کمک کستیل) فهمید که حقه باز موجودی به مراتب قوی تر است و او را در حلقه روغن مقدس گیر انداختند. حقه باز آن‌ها را تحسین کرد و فاش کرد که در واقع جبرئیل است و آن‌ها را گیر انداخته تا هر دو پوسته شدن لوسیفر و میکائیل را بپذیرند تا آخرالزمان پایان یابد. چون دیگر بیش از این تحمل دیدن دعوای برادرانش را ندارد. آن‌ها نمی‌پذیرند ولی قبل از رفتن دین او را آزاد می‌کند و به او می‌گوید که تسلیم شده زیرا از اینکه جلوی خانواده اش بایستد می‌ترسد.
جبرئیل در قسمتی دیگر در لباس مبدل «لوکی» وارد تجمع خدایگان می‌شود. اما وقتی برنامه خدایگان مبنی بر فریب دادن لوسیفر شکست می‌خورد، او تصمیم می‌گیرد برادران را نجات دهد. اما موفق نمی‌شود و «کالی» فاش می‌کند مدتی است که او و دیگر خدایگان از هویت او باخبر هستند. کالی شمشیر را از جبرئیل می‌گیرد و ظاهراً او را می‌کشد. اما بعداً کنار دین ظاهر می‌شود و فاش می‌کند شمشیر تقلبی بود. لوسیفر در هتل ظاهر می‌شود و بیشتر خدایگان را سلاخی می‌کند. جبرئیل وارد می‌شود و برادرها و کالی را بیرون می‌فرستد. پس با برادرش دربارهٔ وفاداری و گذشته بحث می‌کند اما در آخر با شمشیر خودش کشته می‌شود. او بعداً از طریق یک فیلم فاش می‌کند که لوسیفر از طریق ۴حلقه سوارکارها به زندانش برگردانده شود.

### زکریا
با بازیگری کرت فولر

### آنا میلتون
با بازیگری جولی مک نیون

### یوریل
با بازیگری رابرت ویزدم

### رافائل
با بازیگری دمور بازنز و لنت ور
او یکی از ۴فرشته مقرب خداوند است. او در اصل مسئول حفاظت از پیامبر، چاک شرلی، است. او دو بار برای حفاظت از چاک ظاهر می‌شود" یک بار وقتی به حضور لیلیث می‌رسد و بار دیگر کستیل را می‌کشد.
او با پوسته‌ای می‌گیرد و دین و کستیل زنده شده او را احضار کرده و به دام می‌اندازند. وقتی آن‌ها از او مکان خدا را می‌پرسند او همکاری نمی‌کند و فکر می‌کند خدا مرده است. پس آن‌ها او را در دام رها می‌کنند درحالیکه تهدید می‌کند اگر فرار کند کستیل را خواهد کشت.
در طول پیشگیری از آخرالزمان، بهشت دچار «جنگ داخلی» می‌شود و رافائل و دیگر یارانش (که خواهان آزادی دوباره میکائیل و لوسیفر هستند) در برابر کستیل و یارانش می‌ایستند. او در قسمتی دیگر بدنبال سلاح‌های گمشده بهشت می‌رود و با کستیل و وینچسترها روبرو می‌شود. اما فرشته‌ای متمرد به نام بالتازار پوسته او را نابود می‌کند.
در قسمت بعدی، او فرشته‌ای خون ریز به نام ویرجیل را بدنبال متحدان کستیل می‌فرستد. پس بالتازار برادرها را به دنیایی موازی با کلید محل سلاح‌ها می‌فرستد. ویرجیل هم بدنبال آن‌ها می‌رود. اما معلوم می‌شود بالتازار و کستیل این کار را کرده‌اند تا زمان بخرند و سلاح‌ها حفظ کنند. در نهایت کستیل باعث فرار رافائل –باپوسته جدید- می‌شود.
بعداً در فلش بک‌ها نشان داده می‌شود کستیل و رافائل دشمن شدند. وقتی آخرالزمان متوقف می‌شود، کستیل به بهشت برمیگردد تا مفهوم اراده را برای سایر فرشته‌ها توضیح دهد. رافائل باور دارد که اخرالزمان باعث اتحاد فرشته‌ها شد و به کستیل دربارهٔ اقدامش برای آزاد کردن لوسیفر و میکائیل خبر داد و به کستیل انتخاب اطاعت یا مردن را می‌دهد. کستیل بعداً با کراولی قراردادی جعلی می‌بندد و جنگی داخلی در بهشت راه می‌اندازد.
در فینال فصل ششم، کستیل قراردادش با کراولی را انکار می‌کند. در نتیجه کراولی در به رافائل می‌پیوندد. کراولی می‌پذیرد در برزخ را برای رافئل بگشاید و درعوض در امان باشد. اما شکست می‌خوردند و کستیل برای خودش برزخ را می‌گشاید. سپس بسیار قویتر برمی گردد و با ضربه انگشت، رافائل را نابود می‌کند.

### بالتازار
با بازیگری سباستین روچه
او یک فرشته است که در کنار کستیل در جنگ فرشته‌ای می‌جنگد. او با تظاهر به اینکه مرده، از بهشت خارج شد و تعداد زیادی از اسلحه‌های آنجا را برای خود برداشت. به گفته خودش: "نصیحت من؟ چند چیز ارزشمند بردار و مرگ خودت را جعل کن!" بعد از جعل مرگش او روی زمین بوده و از زندگیش لذت می‌برده.
در قسمتی وینچسترها می‌فهمند سه پلیس رشوه خوار به وسیلهٔ برادر کوچکتر یکی از قربانی هایشان با عصای حضرت موسی به قتل رسیده‌اند. معلوم می‌شود بالتازار این عصا را در ازای روح او به پسر فروخته است. در کشمکش بین رافائل و پیروانش، بالتازار پوسته رافائل را نمک مقدس نابود می‌کند. سپس دین او را در حلقه روغن مقدس به دام می‌اندازد و او را مجبور می‌کند روح پسر را پس دهد. آن‌ها می‌خواهند بیشتر از این به بالتازار سخت بگیرند اما کستیل او را آزاد می‌کند، چون زندگیش را به او مدیون است.
سم با استفاده از جادوی انوکی بالتازار را احضار می‌کند و از او می‌پرسد آیا راهی هست که روح را از بدن خارج نگه دارد. بالتازار دربارهٔ یک طلسم حرف می‌زند که مانع پیوستن روح به بدن می‌شود. او به سم کمک می‌کند تا سم به او مدیون شود. برای این طلسم نیاز به خون پدر (حتماً نباید پدر خونی باشد) است که بدین ترتیب سم تلاش می‌کند بابی را بکشد. اما دین و «مرگ» می‌رسند و روح را به او برمی‌گردانند.
بالتازار، سم و دین را به یک دنیای موازی می‌فرستد تا از دست فرشته خون ریز، ویرجیل، فرار کنند. سپس به آن‌ها کلیدی می‌دهد که ادعا می‌کند متعلق به جایی است که تمام اسلحه‌های دزدیده شده از بهشت آنجا هستند. بعداً معلوم می‌شود این نقشه او و کستیل بوده تا حواس رافائل را پرت کنند و مکان واقعی اسلحه‌ها را عوض کنند.
او از یک نام مشکوک جعلیدر سال ۱۹۱۲ استفاده می‌کند که این باعث می‌شود برادرها او را احضار کنند. او ادعا می‌کند به سادگی تایتانیک را نجات داده زیرا از فیلمش و آهنگ آن متنفر بوده. در هر حال، در خلال رویارویی با «سرنوشت»، «آتروپوس» فاش می‌کند که از فرمانبرداری مستقیم بالتازار از کستیل خبر دارد و نجات تایتانیک برای تأمین روح‌های بیشتر است تا در جنگ داخلی بهشت همراه کستیل باشند. وقتی آتروپوس دربارهٔ وینچسترها، کستیل را تهدید می‌کند؛ او از کشتن آتروپوس منصرف می‌شود و به بالتازار دستور عدم انجام این کار را می‌دهد.
وقتی وینچسترها فاش می‌کنند که کستیل با کراولی کار می‌کند، بالتازاز می‌پذیرد که به برادرها کمک کند و جاسوس دوجانبه باشد. سپس سم و دین را به مکانی منتقل می‌کند که لیسا و بن آنجا نگه داشته شده‌اند.
بعداً بالتازار به این فک می‌افتد که به کستیل خیانت کند اما سرانجام به همکاری با برادرها ادامه می‌دهد. او به بابی و دین دربارهٔ مکان انجام تشریفات مذهبی برای کشودن دروازه برزخ خبر می‌دهد. کستیل، بالتازار را احضار می‌کند و فاش می‌کند که از اقدامات او خبر دارد. سپس او را می‌کشد.

### ساماندریل
با بازیگری تایلر جانستون
ساماندریل یا با نام دیگر «الفی» فرشته‌ای است که به نظر می‌رسد احترام بیشتری برای انسان‌ها قائل است و هم چنین بسیار به کستیل احترام می‌گذارد. او در مزایده پلاتوس ظاهر می‌شود تا برای لوح شیاطین پیشنهاد دهد. برای اینکار هم پوسته مرد جوانی به نام «الفی» را می‌گیرد. او از دین دربارهٔ مستیل می‌پرسد و به‌طور قابل ملاحظه‌ای از اینکه او نتوانسته از برزخ خارج شود غمگین می‌شود. او اشاره می‌کند که از کستیل حمایت می‌کند و به دین می‌گوید مشکل کستیل این است که زیادی مهربان است. ساماندریل برای لوح شیاطین پیشنهاد می‌دهد اما شکست می‌خورد. وقتی خانم ترن با فروش روحش مزایده را می‌برد، او به خانم ترن پیشنهاد می‌دهد از کمک فرشته‌ها برای حفاظت کوین بهره‌مند شود. اما او نمی‌پذیرد و ساماندریل هم با احترام نظرش را می‌پذیرد.
بعداً کراولی، ساماندریل را می‌دزدد و او را شکنجه می‌دهد تا نام تمام پیامبران آینده را فاش کند. او نهایتاً زیر شکنجه تسلیم شده و نام تمام پیامبران را می‌گوید. اما کراولی راضی نمی‌شود تا اینکه ساماندریل فاش می‌کند که نسل بعدی پیامبران هنوز زاده نشده‌اند. کراولی شکنجه را متوقف می‌کند و به ساماندریل استراحت می‌دهد. او باور دارد بعداً می‌تواند اطلاعات بیشتری از ساماندریل بدست آورد.
در قسمتی دیگر، ساماندریل تلاش می‌کند میخی که در سرش وارد شده و مانع ارتباط با سایر فرشته‌ها شده را خارج کند. سپس پیامی مغشوش به نائومی می‌فرستد. اما «ویگور» شیطان می‌فهمد و دوباره میخ را سرجایش گذاشته و شکنجه را آغاز می‌کند. میخ‌ها باعث برگشت ساماندریل به «تنظیمات کارخانه» می‌شوند و او شروع به صحبت به زبان انوکی می‌کند. کراولی می‌رسد و شخصاً خودش شکنجه را پی می‌گیرد تا ببیند چه بدست می‌آورد. وقتی سم، دین و کستیل به دنبال نجات او می‌روند، ساماندریل شروع به صحبت دربارهٔ لوح خدا می‌کند. کمی قبل از اینکه آن‌ها برسند، او وجود لوح فرشتگان را فاش می‌کند. وقتی سم و دین در حال کشتن ویگور و سایر شیاطین هستند، کستیل به نجات ساماندریل می‌رود. او از ترس کارهایش، به کستیل التماس می‌کند که او را به بهشت برنگرداند و هشدار می‌دهد که «آنها» در حال کنترل کستیل هستند. قبل از توضیح بیشتر، نائومی به کستیل دستور می‌دهد او را به دلیل خائن بودن بکشد. کستیل هم با شمشیر فرشته ایش او را می‌کشد. نائومی دستور می‌دهد جسد ساماندریل را به بهشت آورد تا مشخص شود چه مقدار اطلاعات لو داده. نائومی او را یک خائن می‌داند زیرا وجود لوح فرشتگان را لو داده و اگر این لوح به دست شیاطین بیفتد، خطر بزرگی برای فرشته‌ها خواهد بود.

### نائومی
با بازیگری آماندا تپینگ

## سایر انسان‌ها

### پاملا بارنز
با بازیگری تریسی دینیویدی
او از دوستان بابی سینگر است و یک واسطه عرفانی ماهر و جسور است. در راه کمک به دین برای رسیدن به کستیل، چشمانش می‌سوزد و کاملاً نابینا می‌شود. نهایتاً در یک ماجرا با وینچسترها، بشدت توسط یک شیطان زخمی می‌شود و می‌میرد. در یک قسمت، برادرها با او در بهشت روبرو می‌شوند که از موقعیتش راضی است.

### روینا
با بازیگری روت کانل
او یک جادوگر قدرتمند و مادر فرگس رودریک مکلید است که اکنون معروف به کراولی است. آن‌ها گذشته بدی باهم دارند؛ یک بار سعی کرده پسرش را بفروشد و بعدها درجوانی او را ترک کرده‌است. او اهل اسکاتلند است و لهجه اسکاتلندی زیادی دارد. اگرچه انسان است ولی ظاهراً ابدی است و از قرن ۱۷ زنده بوده‌است. روینا قبلاً عضوی از انجمن جادگران بزرگ بوده که بخاطر استفاده خشن و زیاد از جادو، تبعید شد. او جادوگر ماهری است و توانسته طلسم خاصی بسازد که شیاطین را بکشد.در فصل دهم معلوم میشود که روینا مادر کراولی است.روینا در فصل های سیزدهم ، چهاردهم و پانزدهم در اکثر ماجراجویی ها وینچستر ها و کستیل و جک همراه آنها است.روینا در فصل آخر با خواست خود برای بستن دروازه جهنم توسط سم وینچستر کشته می شود.اما بعد که سم و دین برای پیدا یک شی به جهنم می روند روح روینا را می بینند که حالا ملکه(حاکم)جدید جهنم است.

### ویکتور هنریکسن
با بازیگری چارلز مالک وایتفیلد
او یک مأمور اف‌بی‌آی است که از فصل دو بدنبال وینچسترهاست. فکر می‌کند آن‌ها قاتل‌های سریالی و مسئول قتل‌های شهرهای مختلف هستند. بالاخره در فصل سوم، برادران را دستگیر می‌کند و منتظر رسیدن هلیکوپتر پلیس می‌شود. اما، شیاطین می‌رسند و هنریکسن به امور ماورایی ایمان پیدا می‌کند. سپس در مبارزه با شیاطین به وینچسترها کمک می‌کند اما بعداً توسط لیلیت کشته می‌شود.